# اتفاق سوتشي

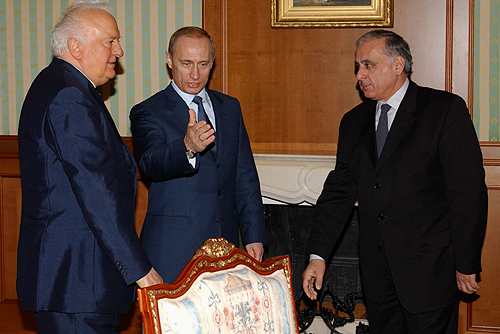

اتفاق سوتشي (تُعرف أيضاً باسم اتفاقيات داغوميس (بالروسية: Дагомысские соглашения)، الاسم الرسمي باللغة الروسية: «Cоглашение о принципах мирного урегулирования грузино-осетинского конфликта») هو اتفاق نص على وقف إطلاق النيران ونهاية النزاع الجورجي الأوسيتي، والصراع الجورجي الابخازي. تم توقيع الاتفاقية بين جورجيا وروسيا في سوتشي في 24 يونيه عام 1992، وتوقف إطلاق النار مع إبخازيا يوم 27 يوليو عام 1993.

## اتفاق أوسيتيا الجنوبية
توسطت روسيا لترتيب وقف إطلاق النار وتفاوضت لإبرام الاتفاق في عام 1992. ونص الاتفاق في المقام الأول على وقف إطلاق النار بين كل من القوات الجورجية وأوسيتيا الجنوبية، لكنه حدد أيضًا منطقة نزاع حول تسخينفالي عاصمة أوسيتيا الجنوبية، وانشأ ممرًا أمنيًا على طول حدود أراضي أوسيتيا الجنوبية غير المعترف بها حتى الآن. كما أنشأ الاتفاق أيضًا لجنة مراقبة مشتركة وهيئة لحفظ السلام والتي تتمثل في مجموعة قوات حفظ السلام المشتركة (JPKF). وُضعت مجموعة قوات حفظ السلام المشتركة تحت القيادة الروسية وتكونت من قوات حفظ سلام من جورجيا، روسيا وأوسيتيا الشمالية (حيث كانت حكومة أوسيتيا الجنوبية الانفصالية لا تزال غير معترف بها؛ على الرغم من أن قوات حفظ السلام في أوسيتيا الجنوبية، خدمت في وحدة أوسيتيا الشمالية). بالإضافة إلى ذلك، وافقت منظمة الأمن والتعاون في أوروبا (OSCE) على مراقبة وقف إطلاق النار وتيسير المفاوضات. سعت منظمة الأمن والتعاون في أوروبا إلى القضاء على بؤر التوتر، دعم وقف إطلاق النار القائم، وتيسير إطار سياسي شامل للتخفيف من حدة الشقاق طويل الأمد.

## وصلات خارجية
- نص الاتفاق (باللغة الروسية)
- نص الاتفاق باللغة الإنجليزية
- نصوص كل اتفاقيات السلام لجورجيا